# Leucanitis roda
Leucanitis roda là một loài bướm đêm trong họ Noctuidae.